# لیبی کازمالا
الیزابت "لیبی" دادلی کازمالا (زادنام ریچاردز) نشان استرالیا (زاده ۸ ژوئیه ۱۹۴۲) یک تیرانداز استرالیایی مبتلا به پاراپلژی است. او در دوازده بازی پارالمپیک از سال ۱۹۷۲ تا ۲۰۱۶ نماینده استرالیا بود و سیزده مدال شامل ۹ مدال طلا به دست آورد.

## دوران اولیه زندگی و تحصیل

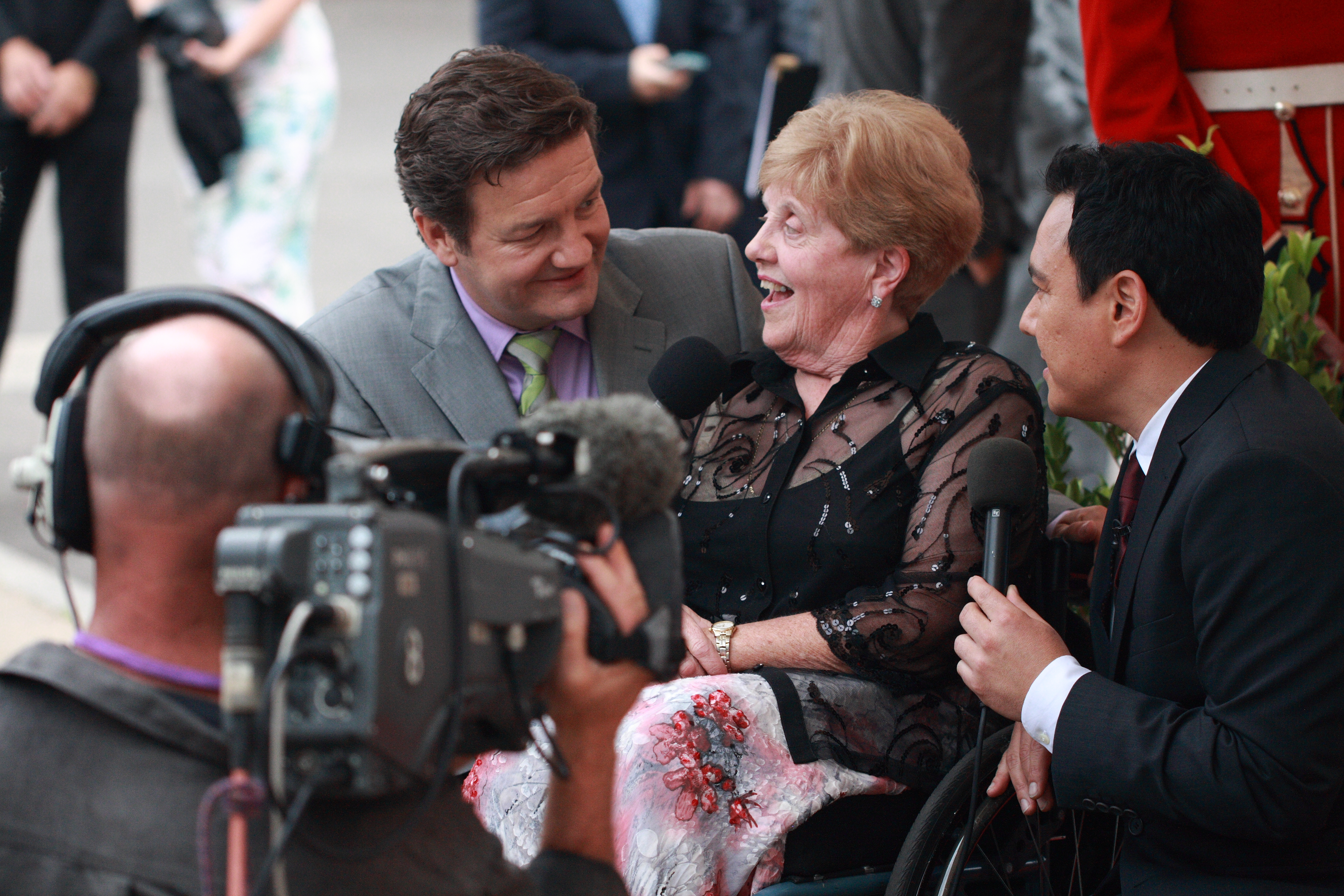
مصاحبه کازمالا توسط بنگاه خبررسانی استرالیا در خارج از مراسم پارالمپیک سال ۲۰۱۲ استرالیا

کازمالا در ۸ ژوئیه ۱۹۴۲ در آدلاید به دنیا آمد. پدرش وکیل بود. او با پاهای چنبری شکل به دنیا آمد که با گچ و باند صاف شده بودند. او در ابتدا به عنوان مبتلا به مهره‌شکاف طبقه‌بندی شد، اما در سن ۵۰ سالگی متوجه شد که پاراپلژی او به دلیل عوارض مربوط به تولد است. او در یک عمل جراحی طولانی با استفاده از فورسپس توسط متخصص قلب به دنیا آمد. او از کمر به پایین فلج است و ستون فقراتش تا وسط کمرش ضخامت طبیعی دارد سپس به اندازه یک مداد نازک می‌شود و دوباره به حالت عادی بیرون می‌آید. او ایستادن را در هفت سالگی آموخت و والدینش او را مجبور کردند از آن زمان تا هفده سالگی روزانه ۲۰ تا ۳۰ دقیقه راه برود. او یادگرفت که با کولیس‌های تمام قد، چکمه‌های جراحی و با دو عصا راه برود. او در مدرسه صومعه لورتو تحصیل کرد، جایی که اجازه انجام فعالیت‌های بدنی را نداشت.
او برای منشی شدن در واحد توانبخشی بیمارستان رویال آدلاید آموزش دید و اولین شغل خود را به عنوان منشی در باغ گیاه‌شناسی آدلاید در سن ۲۰ سالگی آغاز کرد. او یازده سال آنجا بود و سپس به بخش تحقیقات قلب و ریه بیمارستان رویال آدلاید منتقل شد. او پس از بچه دار شدن به صورت پاره وقت کار کرد. او همچنین پیش از بازنشستگی به مدت دوازده سال به عنوان مسئول روابط عمومی برای انجمن اسپینا بیفیدا کار کرد. او در دهه ۱۹۷۰ از طریق ورزش با ویلچر با همسرش استن کازمالا آشنا شد. او در پارالمپیک ۱۹۸۸ سئول مدال طلا گرفت. آنها دو پسر و دو نوه دارند.

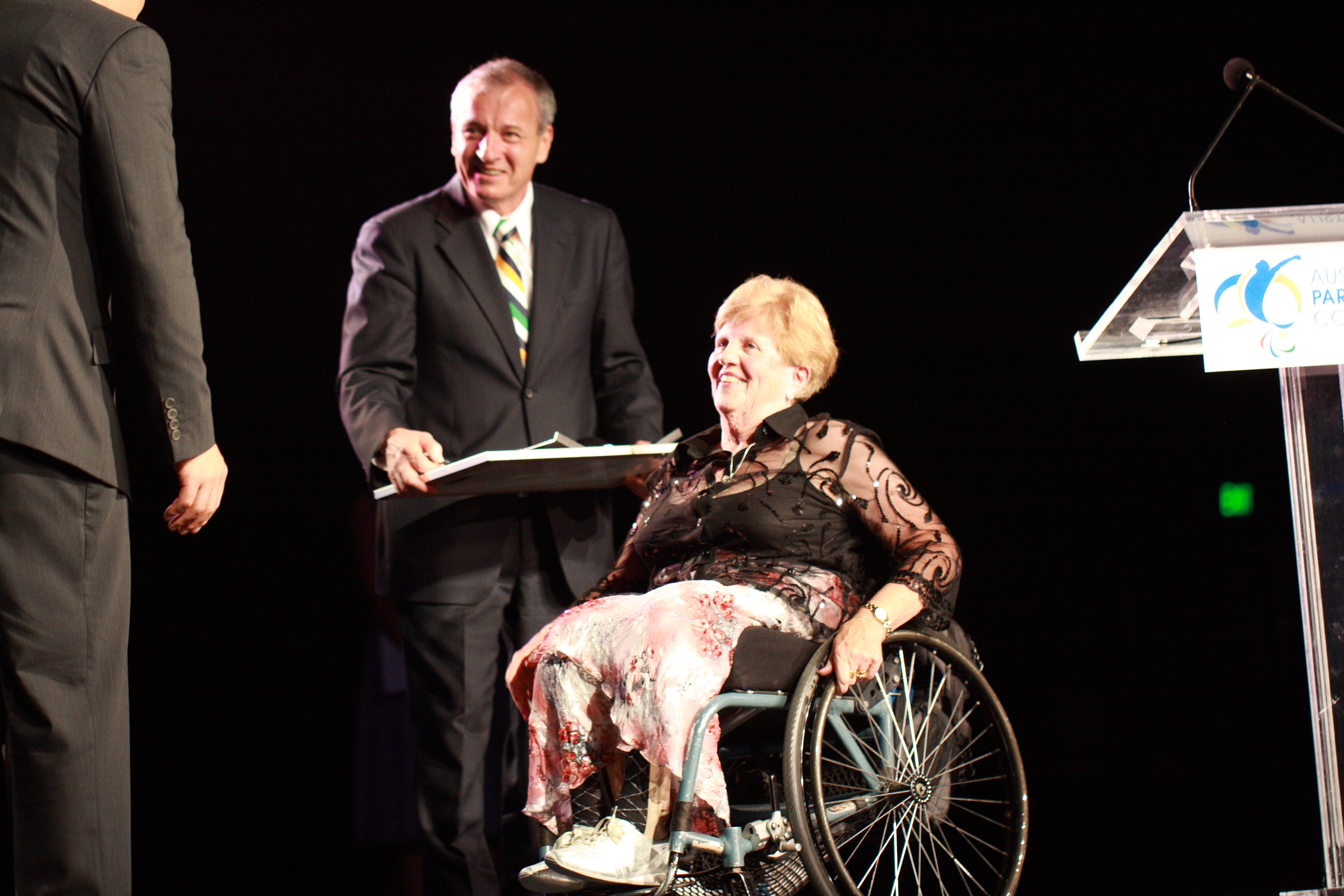
دریافت مدال اخلاق ورزشی در مراسم پارالمپیک سال ۲۰۱۲ استرالیا

## دوران ورزشی

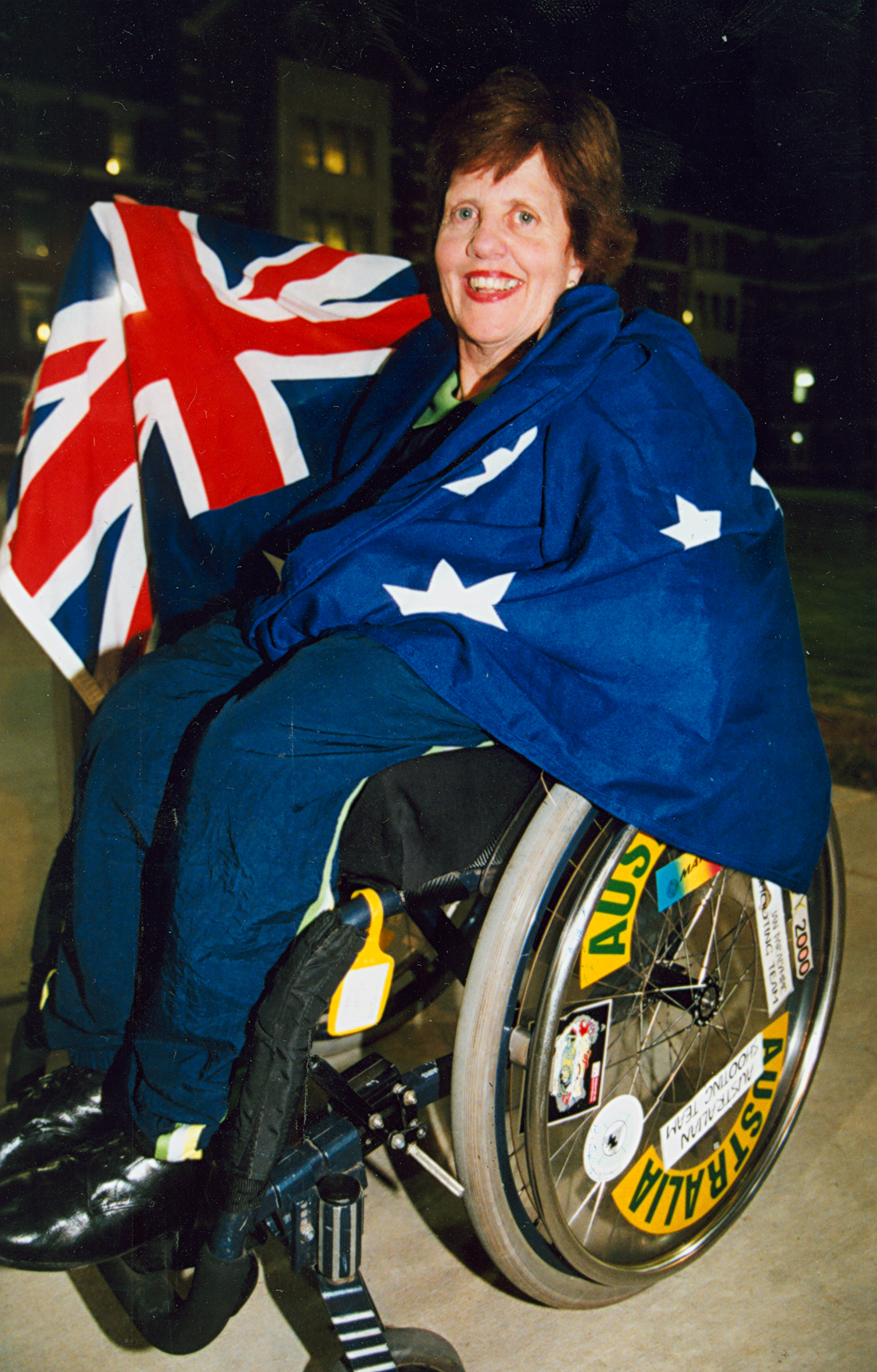
کازمالا در پارالمپیک تابستانی ۱۹۹۶ در آتلانتا

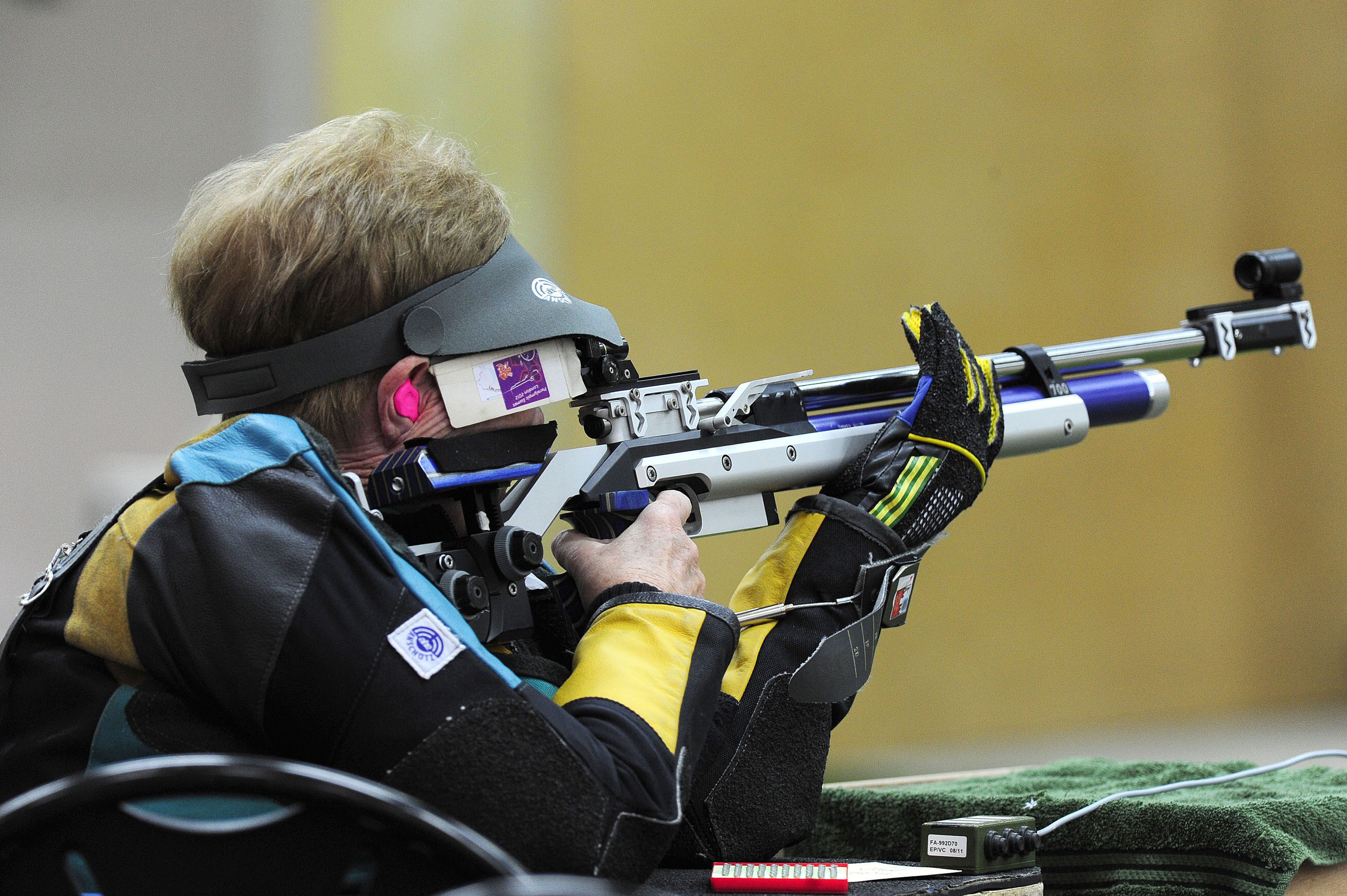
تیراندازی کازمالا در پارالمپیک ۲۰۱۲ لندن

کازمالا از سال ۱۹۷۲ تا ۲۰۱۶ در دوازده پارالمپیک نماینده استرالیا بود و سیزده مدال از آن خود کرد که ۹ مدال آن طلا بود.
کازمالا چند ماه قبل از شروع کار در باغ گیاه‌شناسی آدلاید توسط یک بیمار در بیمارستان رویال آدلاید با ورزش با ویلچر آشنا شد. او اولین بار در مسابقات ملی با ویلچر در بریزبن در سال ۱۹۶۶ شرکت کرد. او در شمشیربازی فویل، شنا، مسابقه با ویلچر، مسابقات میدانی و تیراندازی با کمان شرکت کرد. در مصاحبه ای در سال ۲۰۱۱، او گفت که برگزارکننده ای که تیم را برای بازی‌های پارالمپیک ۱۹۶۸ تل آویو انتخاب کرده بود، فراموش کرده بود که نام او را در این مسابقات لحاظ کند؛ بنابراین او در عوض به عنوان منشی در بازی‌ها کار کرد. او دو مدال طلا در تیراندازی با کمان و شمشیربازی با فویل، یک مدال نقره در پنج‌گانه و چهار مدال برنز در مسابقات شنا و مسابقات با ویلچر در بازی‌های پاراپلژیک مشترک المنافع ۱۹۷۰ در ادینبورگ، در اولین رویداد بین‌المللی خود کسب کرد. او ابتدا مجبور بود تمام پول خود را برای بازی‌ها جمع‌آوری کند، اما پس از یک مصاحبه رادیویی و مقاله ای در روزنامه در مورد وضعیت بدش، جان یوستیس موتورز به او چکی با تمام پول مورد نیاز برای بازی‌ها داد.
در بازی‌های پارالمپیک هایدلبرگ ۱۹۷۲، او مدال برنز شنای 3x50 زنان را به دست آورد. سپس در رویداد M Medley Relay 2-4، و در سایر رویدادهای شنا و دو و میدانی شرکت کرد. او در اوایل دهه ۱۹۷۰ با تیراندازی با تفنگ آشنا شد و در اولین تلاش خود در این ورزش چندین شلیک موفق داشت. در بازی‌های تورنتو ۱۹۷۶، او مدال طلای تیراندازی با تفنگ مختلط ۲–۵ را به دست آورد و در مسابقات تیراندازی با کمان و تیراندازی شرکت کرد.
در بازی‌های آرنهم ۱۹۸۰، او یک مدال طلا در مسابقه تفنگ بادی مختلط ۵–۲ و دو مدال نقره در مسابقات تفنگ بادی مختلط ۳ موقعیت ۵–۲ و تفنگ بادی مختلط زانوزده ۵–۲ به دست آورد. در بازی‌های نیویورک/استوک ماندویل ۱۹۸۴، او چهار مدال طلا کسب کرد و چهار رکورد جهانی را در تفنگ بادی زنان ۳ موقعیت ۶–۲، تفنگ بادی زنان زانو زده ۶–۲، تفنگ بادی زنان ۶–۲ و تفنگ بادی ایستاده زنان ۶–۲ شکست. در بازی‌های سئول ۱۹۸۸، او سه مدال طلا در تفنگ بادی زنان ۳ موقعیت ۶–۲، تفنگ بادی زنان زانو زده ۶–۲ و تفنگ بادی زنانه ۶–۲ به دست آورد، و یک مدال نقره در تفنگ بادی زنان ایستاده 6-2. او از آن زمان تا بازی‌های ۲۰۱۶ ریودوژانیرو بدون کسب مدال در هر پارالمپیک شرکت کرد، اگرچه امتیازات او به تدریج با گذشت زمان بهبود یافت. او پرچمدار استرالیا برای مراسم افتتاحیه در بازی‌های آتلانتا در سال ۱۹۹۶ بود. در بازی‌های سیدنی در سال ۲۰۰۰، او در دور مقدماتی مسابقه Mixed Air Rifle Prone SH1- با همسرش مسابقه داد و درست جلوتر از او هشتم شد. او بهترین نتیجه خود را در مسابقات تفنگ بادی زنانه ایستاده SH1- در بازی‌های پکن ۲۰۰۸ به دست آورد، جایی که به سختی از کسب مدال بازماند. او مسن‌ترین نماینده استرالیا در بازی‌های پکن و مسن‌ترین بازیکن پارالمپیک در بازی‌های لندن ۲۰۱۲ بود که در آنجا اعلام بازنشستگی کرد. با این حال، او پس از انتخاب شدن در بازی‌های ریودوژانیرو ۲۰۱۶ برای رقابت بازگشت. در پارالمپیک ۲۰۱۶ او یک بار دیگر مسن‌ترین رقیب بود و دوران پارالمپیک خود را با کسب رتبه هجدهم به پایان رساند. او در اوت ۲۰۲۰ بازنشستگی خود را از تمام مسابقات تیراندازی اعلام کرد. او در طول دوران حرفهای تیراندازی خود توسط ایوان هیل مربیگری می‌شد و همچنین با مربی تیراندازی ملی تفنگ، میرو سپیک کار می‌کرد. او هر سال از سال ۱۹۸۵ از مؤسسه ورزش استرالیای جنوبی بورسیه تحصیلی دریافت کرده است.
در سال ۱۹۹۴، او با وجود اینکه قهرمان باشگاه بود، ابتدا از شرکت در مسابقات قهرمانی ایالتی تیراندازی با تفنگ بادی منع شد، زیرا او روی ویلچر بود. او در نهایت برنده رقابت شد اما جایزه به کسی که دوم شد به جای او اهدا شد. این پرونده در نهایت در دادگاه به توافق رسید. در سال ۲۰۰۳، هنگام پرواز امارات از دبی به آلمان برای شرکت در بازی‌های ملی، ویلچرهای روزمره و ورزشی او به سرقت رفت. او زمانی که در آلمان بود از ویلچرهای قرضی استفاده می‌کرد، و زمانی که بدون ویلچر برای بازگشت به خانه رسید، گفت که این اولین بار در زندگی‌اش بود که واقعاً احساس «ناتوانی» می‌کرد. شرکت هواپیمایی ۲۰۰۰ دلار بابت هزینه تعویض ویلچر که هر کدام ۵۰۰۰ دلار ارزش داشت به او داد.

## سایر فعالیت‌ها
او پس از جمع‌آوری و امتناع از پرداخت جریمه‌های زیاد پارکینگ برای پارک بیش از حد طولانی در یک پارکینگ پانزده دقیقه‌ای، در ارائه مجوزهای پارک معلولان در استرالیای جنوبی نقش داشت. او در یک پرونده قضایی علیه شهرداری آدلاید در مورد این موضوع برنده شد، اما از او خواسته شد که هزینه‌های دادگاه خود را که توسط یک اهدا کننده ناشناس پوشش داده شده بود، بپردازد.
در سال ۲۰۱۳، کازمالا اولین حامی کمک‌های فنی به معلولان استرالیای جنوبی (TADSA) شد، این یک مؤسسه خیریه است که هدف آن کمک به افراد دارای معلولیت برای غلبه بر مشکلات با طراحی و ساخت یا اصلاح دستگاه‌هایی است که راه حل دیگری به راحتی در دسترس نیست. اولین تماس کازمالا با TADSA به عنوان مشتری در اواخر دهه ۱۹۷۰ بود. در تیراندازی با تفنگ، رقبا معمولاً دراز می‌کشند تا تیراندازی کنند. از آنجایی که او روی ویلچر است این امکان وجود نداشت، بنابراین او به چیزی نیاز داشت که روی آن استراحت کند و همچنین جایی برای مهمات خود داشته باشد. TADSA یک میز برای کازمالا ساخت تا این مشکل را کاهش دهد. از آنجایی که او مجبور بود آن را برای مسابقات بین‌المللی با خود ببرد، باید یک میز تاشو سبک‌وزن می‌بود (کازمالا آن را در چمدان خود قرار می‌داد). او گفت: «احتمالاً منصفانه است که بگوییم این میز (که در ۱۰ بازی پارالمپیک بوده است) به من کمک کرده تا مدال طلای من را کسب کنم.»

## دیگر افتخارات
در سال ۱۹۸۵، کازمالا مدال سفارش استرالیا را «برای خدمت به ورزش تیراندازی با تفنگ بادی» دریافت کرد.
او مدال ورزش استرالیا را در سال 2000 و مدال صدمین سالگرد در سال ۲۰۰۱ دریافت کرد.
در سال ۲۰۱۶، او جایزه تانیا دنور را در جوایز ستاره سال ورزشی کانال ۷ استرالیا دریافت کرد.
در سال ۲۰۱۹، کازمالا به تالار مشاهیر ورزشی استرالیای جنوبی معرفی شد.
در سال ۲۰۲۱، او به تالار مشاهیر ورزش استرالیا معرفی شد. در سال ۲۰۲۲، او به تالار مشاهیر پارالمپیک استرالیا راه یافت.